# Хофманн, Марк
Марк Уильям Хофманн (англ. Mark William Hofmann; род. 7 декабря 1954, Солт-Лейк-Сити, Юта, США) — американский мошенник, занимавшийся подделкой документов, осуждён за убийство. Марк Хофманн считается одним из наиболее искусных деятелей в области подделки документов за всю историю, особенную известность он получил за подделку документов, связанных с историей религиозного движения Святых последних дней (мормоны). Когда его махинации оказались под угрозой разоблачения, Хофманн принялся убивать людей при помощи собственноручно изготовленных взрывных устройств.

## Детство и юность
Марк Хофманн родился в Солт-Лейк-Сити, штат Юта, США. Его родители были убеждёнными приверженцами мормонизма (Церковь Иисуса Христа святых последних дней). В средней школе успеваемость Хофманна была ниже среднего, однако у него было множество увлечений, среди которых магия, электроника, химия, коллекционирование монет и почтовых марок. По слухам Хофманн ради развлечения со своим другом делал бомбы на окраинах города Мари, штат  Юта, США. По словам Хофманна, он, будучи подростком, подделал знак монетного двора на десятицентовой монете (дайм), который общество коллекционеров монет признало подлинным.
Как и многие молодые члены Церкви Иисуса Христа святых последних дней, Хофманн два года занимался миссионерской деятельностью — в 1973 году его посылают в Юго-западную миссию Англии, в город Бристоль. Хофманн рассказывал своим родителям, что крестил несколько человек, но не говорил, что в то же самое время штудировал книгу «Никто не знает мою историю» — биографию Джозефа Смита, написанную Фон Броди. Пребывая в Англии, Хофманн также любил исследовать книжные магазины и покупать старинные мормонские материалы, а также литературу, посвящённую критике мормонизма. Впоследствии Хофманн скажет прокурорам, что потерял веру в Церковь Иисуса Христа святых последних дней, когда ему было четырнадцать лет. Он узнал, что родители его матери более десяти лет тайно практиковали многожёнство после того, как мормоны официально отказались от этой практики (которая была полностью отменена в 1904 году). Его бывшая девушка считала, что Хофманн служил в миссии из-за социального давления и нежелания разочаровывать родителей.
После возвращения из миссии он поступает на подготовительные медицинские курсы Университета штата Юта. В 1979 году он женится на Дорел Олдс, которая рождает ему четырёх детей. В 1987 г. Дорел Олдс Хофманн подала на развод и стала соучредителем холистического лечебного центра.

## Подделка документов

### Подделка копии Энтона
В 1980 году Хофманн заявил о том, что нашёл Библию короля Иакова семнадцатого века со свёрнутым документом, склеенным изнутри. Документ выглядел как та копия, которую в 1828 г. секретарь Джозефа Смита Мартин Харрис подарил профессору антиковедения Колумбийского университета Чарльзу Энтону. Согласно мормонскому источнику «Джозеф Смит – История», эта копия и содержащиеся в ней необычные изменённые египетские знаки были скопированы Джозефом Смитом с золотых листов, на которых, как утверждал Смит, был написан оригинал Книги Мормона.
Хофманн подогнал свою фальшивую копию под описание, которое приводил Энтон, и эта подделка прославила Хофманна. Дин Джесси — редактор проекта по исследованию мормонских манускриптов и самый известный эксперт в области почерка и старинных документов исторического департамента ЦИХСПД пришёл к выводу, что документ представляет собой собственноручный текст Джозефа Смита. ЦИХСПД объявила о находке копии Энтона в апреле и выкупила её у Хофманна за сумму превышающую 20000 долларов. Оценённая ЦИХСПД в 25000 долларов подделка была приобретена ЦИХСПД в обмен на церковные артефакты, которые у неё были в нескольких экземплярах; среди них мормонская пятидолларовая золотая монета, банкноты штата Дезерет и первое издание Книги Мормона. Признав подлинность документа, видный мормонский академик Хью Нибли заявил, что открытие обещает быть настолько хорошей проверкой подлинности Книги Мормона, насколько это можно себе представить. Профессор зоологии Барри Фелл вскоре заявил, что декодировал текст.
Хофманн немедленно бросает учёбу в университете и становится торговцем редких книг. Вскоре он подделывает другой исторически значимый документ и становится знаменитым среди любителей истории ЦИХСПД за свои «открытия» до того неизвестных материалов, имеющих отношение к движению святых последних дней. Эти «открытия» ввели в заблуждение не только членов первого президентства церкви, в особенности Гордона Б. Хинкли, который из-за проблем со здоровьем вышестоящего руководства де факто на тот момент управлял церковью, но также обманули специалистов в области экспертизы документов и известных историков. Согласно Рихарду и Джоан Остлингам, Хофманн к тому времени был негласным отступником, которым двигала не только жадность, но и желание поставить церковь в неудобное положение, подрывая её историю.

### Благословение Джозефа Смита III
В начале 1980-х на рынок поступило значительное количество новых мормонских документов. Иногда церковь принимала их в качестве пожертвований, в остальных случаях выкупала. Согласно Остлингам, „церковь публиковала некоторые ценные приобретения; для тех приобретений, которые затрагивали щекотливые вопросы, церковь формировала общественное мнение; остальные тайно выкупала и утаивала“.
В 1981 г. Хофманн появляется в главном управлении ЦИХСПД с документом, который предположительно предоставлял доказательства того, что Джозеф Смит видел своим преемником не Бригама Янга, а своего сына Джозефа Смита III. В поддельном сопроводительном письме, предположительно написанным Томасом Баллоком и датированным 27 января 1865 г., Баллок жёстко критиковал Янга за то, что тот уничтожил все копии Благословения Смита. При этом Баллок пишет, что несмотря на это он считает Янга легитимным руководителем ЦИХСПД и не отдаст свою копию благословления. Подобное письмо, окажись оно подлинным, выставляло бы Янга и следом ЦИХСПД в дурном свете. В феврале 1981 г. Хофманн попытался продать письмо главному архивариусу ЦИХСПД. Хофманн рассчитывал на то, что ЦИХСПД выкупит Благословление Смита и сокроет его. Однако церковный архивариус отказался от заявленной цены, и Хофманн предложил документ Реорганизованной ЦИХСПД (RLDS Church, сегодня больше известная как Община Христа), которая всегда утверждала, что преемство было даровано потомкам Смита, но не располагала об этом письменными свидетельствами. Развязалась борьба за документ, и Хофманн, позиционируя себя верным мормоном, подарил документ церкви в обмен на предметы общей стоимостью превышающей 20000 долларов. Несмотря на это, Хофманн также обеспечил возможность того, что документ будет обнародован. На следующий день на первой полосе „The New York Times“ появился заголовок „Мормонский документ вызывает сомнения в преемственности руководителей церкви“, и ЦИХСПД была вынуждена признать документ и публично подарить его Общине Христа (RLDS Church).
Во время борьбы церквей за документ Хофманн обнаружил невероятно мощное средство воздействия на свою церковь, силу „угрожать её руководителям и манипулировать ими всего лишь листом бумаги“. Следователь по району Атторней, округа Солёного озера Майкл Джордж считал, что после успешной подделки Благословления Смита Хофманн в перспективе собирался подделать утерянные 116 страниц Книги Мормона, которые он мог бы заполнить несообразностями и ошибками, отправить церкви, чтобы „церковь их сокрыла“, и затем, как он прежде поступал с неудобными документами, „обеспечить разглашение их содержания“.

### Письмо саламандры
Письмо саламандры, появившееся в 1984 году, — возможно, самая знаменитая мормонская подделка Хофманна. Это письмо, вероятно написанное Харрисом В. В. Фелпсу, представляло собой отличную от церковной версию обретения золотых пластин. Подделка не только упоминала о занятии Джозефа Смита кладоискательством с помощью магических практик, но также говорила о том, что вместо ангела, явившегося Смиту, была белая саламандра.
После того как письмо было приобретено церковью и стало известно общественности, апостол ЦИХСПД Даллин Х. Оукс доказывал мормонским преподавателям, что слова „белая саламандра“ могут быть согласованы с ангелом Моронием Джозефа Смита, поскольку в 1820-х слово „саламандра“ могло также относиться к мифическому существу, которое, как считали, способно жить в огне, и что „существо, способное жить в огне, — это хорошее приближение к описанию ангела Морония, которое приводил Джозеф Смит“.
В 1984 г. Джеральд и Сандра Таннеры — критики ЦИХСПД — были первыми, кто заявил, что письмо поддельное, несмотря на то обстоятельство, что письмо, как и остальные открытия Хофмана, было на стороне Таннеров, не считавших, что история ЦИХСПД правдивая. Эксперт Кеннет У. Ренделл впоследствии заявил, что, несмотря на отсутствие в письме признаков того, что оно поддельное, также не было очевидно, что оно подлинное.

### Другие мормонские подделки
Никто точно не знает, сколько документов подделал Хофманн в начале 1980-х, однако известно, что среди них были: письмо матери Джозефа Смита Люси Мак Смит, где она рассказывала о происхождении Книги Мормона; письма Мартина Харриса и Дэвида Уитмера — двоих из «троих свидетелей» — каждый приводил персональное изложение своих видений; контракт, заключённый между Джозефом Смитом и Эрбергом Браттом Грандином, на печать первого издания Книги Мормона; две страницы перевода, который Джозеф Смит диктовал Оливеру Коудери с золотых листов Книги Мормона.
В 1983 г. Хофманн в обход исторического департамента ЦИХСПД продал Гордону Б. Хинкли (члену первого президентства церкви) собственноручный текст Джозефа Смита, написанный в 1825 г. и подтверждавший то, что Джозеф Смит занимался кладоискательством и практиковал чёрную магию за пять лет до первого видения. Хофманн, располагая подписью, заверенной Чарльзом Гамильтоном — «старейшиной американских торговцев автографами», продал письмо церкви за 15000 долларов и дал слово, что копий письма больше ни у кого нет. Затем Хофманн слил в прессу информацию о существовании письма, после чего церковь фактически была вынуждена предоставить письмо учёным для исследования, несмотря на то, что прежде, обладая письмом, отрицала его существование.
Хофманн объяснял, что для придания правдоподобности утечке важных мормонских документов он полагался на сообщество осведомителей, методично разыскал потомков ранних мормонов, раздобыл коллекции писем XIX в., которые сохранялись коллекционерами скорее из-за почтовых марок, чем их содержания.

### «Клятва вольного человека»
Помимо документов, относящихся к истории ЦИХСПД, Хофманн также подделывал и продавал подписи людей, не связанных с мормонской церковью, среди них были Джордж Вашингтон, Джон Адамс, Джон Куинси Адамс, Даниэль Бун, Джон Браун, Эндрю Джексон, Марк Твен, Натан Хейл, Джон Хэнкок, Фрэнсис Скотт Ки, Авраам Линкольн, Джон Мильтон, Пол Ревир, Майлз Стэндиш и Баттон Гуиннетт; также подписи людей, которые были самыми редкими и поэтому ценились больше всего; любые подписи Декларации независимости США. Хофманн также подделал ранее неизвестное стихотворение Эмили Дикинсон. Но самым грандиозным проектом была его подделка «Клятвы вольного человека» — возможно, самого известного потерянного документа в американской колониальной истории. «Клятва» была напечатана на одной странице в 1639 г., это был первый документ изданный в американских колониях Британии, всего было сделано только 50 копий и ни одна из них не сохранилась. Вероятная цена подлинного экземпляра в 1985 г. превышала 1 миллион долларов, и агенты Хофманна начали переговоры о продаже с библиотекой Конгресса.

## Убийства
Несмотря на значительные суммы денег от продажи документов, Хофманн наделал много долгов отчасти из-за всё возрастающей расточительности, отчасти из-за приобретения книг, вышедших в первом издании. Стараясь погасить долги, он пытался вести переговоры о продаже «Коллекции Маклеллина» — предположительно обширном собрании документов за авторством Уильяма Э. Маклеллина, который служил апостолом в ЦИХСПД на заре мормонизма, но впоследствии порвал с ним. Хофманн намекал на то, что коллекция Маклеллина вскроет неудобные факты для ЦИХСПД. Но Хофманн не имел ни малейшего представления о том, где коллекция Маклеллина могла находиться, и у него не было времени, чтобы подделать такое большое количество документов. Люди, которым Хофманн пообещал документы или выплату долгов, начали преследовать его, и продажа «Клятвы вольного человека» была отложена из-за вопросов о её подлинности.
В попытках выиграть время Хофманн начал создавать взрывные устройства. 15 октября 1985 г. он убивает коллекционера документов Стивена Кристенсена — сына Мака Кристенсена, знаменитого в тех краях бизнесмена на рынке одежды. После этого, в тот же день вторая бомба убивает Кэти Шитс — жену бывшего начальника Кристенсена. Сначала полиция, как и рассчитывал Хофманн, выдвинула версию о том, что убийства были связаны с нависшим крушением инвестиционного бизнеса, главой которого был Дж. Гари Шитс — муж убитой Кэти Шитс, а Кристенсен пользовался его покровительством. На следующий день сам Хофманн получил тяжёлые ранения после того, как самодельное взрывное устройство сработало в его автомобиле. Несмотря на то, что полиция быстро сузила круг подозреваемых до Хофманна, некоторые его бизнес-партнёры пустились в бега, опасаясь за свою жизнь.

## Суд и вынесение приговора
Во время расследования убийств полиция обнаружила в подвале Хофманна доказательства того, что он занимался подделкой документов. Также был обнаружен тайник для типографских клише, в котором находилась печатная форма, предназначенная для подделки «Клятвы вольного человека» (Хофманн сделал две существенные ошибки в своей «Клятве вольного человека», создавая версию, для которой невозможно было сделать оттиск в то время, когда появился оригинальный документ).
Специалист в области экспертизы документов Джордж Трокмортон проанализировал несколько документов Хофманна, которые до того считались подлинными, и определил, что они поддельные. Три письма, якобы отправленные Джозефом Смитом из иллинойской тюрьмы, были написаны разными чернилами, при помощи разных письменных принадлежностей, на разной бумаге (до этого письма исследовались экспертами по отдельности и поэтому противоречия остались не замечены). Трокмортон также обнаружил, что документы, которые, как предполагалось, были составлены разными людьми, оказались написанными в сходной манере и самодельными железистыми чернилами, которые под микроскопом выглядели потрескавшимися, как шкура аллигатора, тогда как чернила на подлинных документах так не выглядят. Следователи также обнаружили, что стихотворение, которое было использовано для идентификации почерка Письма саламандры, было подделано Хофманном и вложено в Книгу общих молитв, некогда принадлежавшую Мартину Харрису.
Хофманн был арестован в январе 1986 г. Ему было предъявлено обвинение по 4 обвинительным актам общей сложностью 27 пунктов обвинения, в том числе убийство первой степени, доставка взрывного устройства, производство или хранение взрывного устройства, кража путём обмана и мошенничество в сфере коммуникации. Пятый обвинительный акт, содержащий 5 дополнительных пунктов обвинения в краже путём обмана, был добавлен позднее в январе. Поначалу Хофманн отрицал свою вину. Однако к вступительным слушаниям прокуроры предоставили обширные доказательства его подделок и долгов, а также доказательства его причастности к взрывам.
Хофманну грозила не только смертная казнь по законам штата Юты, ему также были предъявлены федеральные обвинения за хранение незарегистрированного пистолета-пулемёта Узи. Нью-Йоркские прокуроры также добивались обвинения в мошеннической продаже «Клятвы вольного человека». В январе 1987 г. Хофманн признал себя виновным по двум пунктам обвинения в убийстве второй степени, одному пункту обвинения в краже путём обмана за подделку Письма саламандры и одному пункту обвинения в обмане для фиктивной продажи коллекции Маклеллина. Хофманн согласился признать факты подделки документов во время открытого заседания суда, в обмен обвинители в Юте и Нью-Йорке сняли дополнительные обвинения против него.
В 1988 г. перед советом по вопросам помилования Хофманн заявил, что подложить взрывное устройство, убившее Кэти Шипс, было «своего рода игрой… к тому времени, когда я сделал бомбу, у меня была мысль, что неважно, кто погиб, миссис Шипс, ребёнок, собака, кто бы ни был — всё равно». В течение часа совет по помилованию, поражённый «бессердечным неуважением Хофманна к человеческой жизни», постановил, что он будет действительно служить своей «естественной жизни в тюрьме».
После того как Хофманн оказался в тюрьме, его исключили из ЦИХСПД, а его жена подала на развод. В камере Хофманн пытался покончить с собой, приняв большую дозу антидепрессантов. Его спасли, но до этого он пролежал 12 часов на правой руке, нарушив в ней кровообращение, что привело к атрофии мышц. С тех пор его рука не функционирует.
Хофманн за номером 41235 по департаменту исполнения наказаний штата Юта первоначально отбывал срок заключения в Государственной тюрьме штата Юта в городе Драпер. Однако в 2016 г. он был переведён в Центральное исправительное учреждение штата Юта в городе Ганнисон.

## Влияние
Будучи мастером подделки документов, Хофманн за свою короткую карьеру обманул несколько известных экспертов в области исследования документов. Некоторые из его подделок в течение нескольких лет принимались учёными, и неизвестно, какое их количество находится в обороте до сих пор. Однако наибольшее историческое значение имели подделки мормонских документов. В августе 1987 г. апостол Даллин Х. Оукс под воздействием сенсационных обстоятельств дела Хофманна выразил мнение о том, что члены церкви были свидетелями «одного из самых сильных за весь XX век избиений ЦИХСПД». Знаток мормонизма Джен Шиппс соглашалась с тем, что сообщения в прессе «содержали удивительное количество косвенных намёков, связывающих плагиат Хофмана с истоками мормонизма. Несметное число сообщений заявляло о скрытности части главного руководства ЦИХСПД и утаивании ими информации, также немалое количество авторов ссылалось на то, что культура, которая основывается на найденных священных писаниях, особенно уязвима перед продуктами творчества мошенников».
Согласно Остлингам, подделки Хофманна могли появиться только в связи с тем обстоятельством, что «отношение мормонов к истории своей церкви представляет собой причудливую смесь паранойи и одержимости». После разоблачения Хофманна, несмотря на попытки ЦИХСПД исправить ситуацию, «она осталась жертвой Хофманна, поскольку кроме ущерба от подделок, был нанесён урон её репутации». Роберт Линдсей также говорил о том, что Хофманн «инициировал взрыв научных исследований, посвящённых юношескому увлечению Джозефа Смита магией, которое не ослабело после того, как он уверовал в свою миссию».